# Péninsule d'Araya
Pour les articles homonymes, voir Araya.

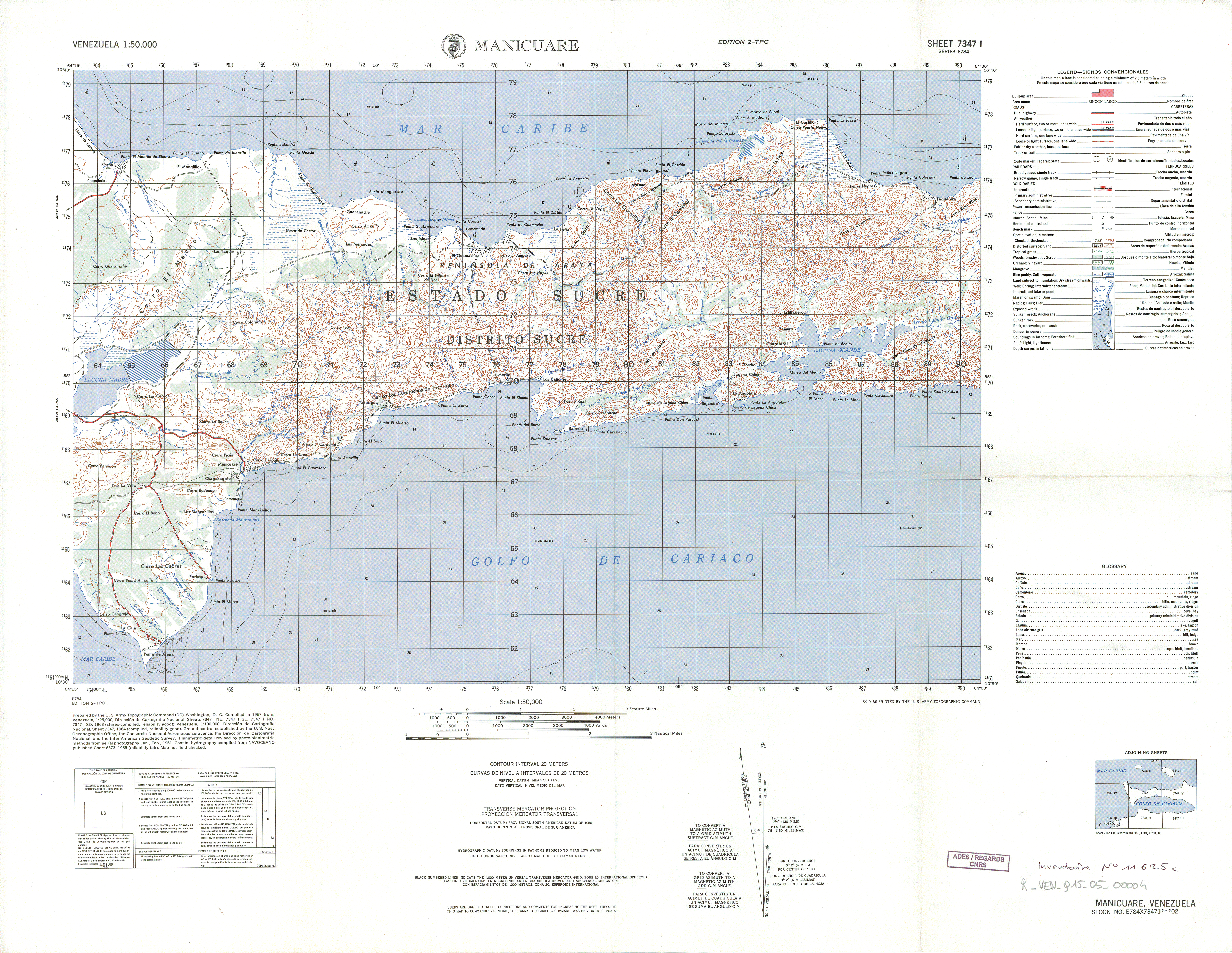
Carte topographique de la péninsule d'Araya réalisée par l'agence cartographique de l'armée américaine, 1967.

La péninsule d'Araya est une péninsule, située au nord-est du Venezuela face à la ville de Cumaná, capitale de l'État de Sucre.
Longue d'environ 50 km sur 6 à 7 km large, elle délimite au sud le golfe de Cariaco (es). Au nord se trouve l'île de Margarita,
À son extrémité ouest se trouve la ville d'Araya célèbre pour ses marais salants.

## Histoire
Dans les années 1620, les combats entre Hollandais et Espagnols autour de la lagune sont très violents et font plusieurs centaines de morts. Les Hollandais reçoivent un soutien des Amérindiens, évalué à 200 combattants par les autorités espagnoles. Ces dernières font pendre plusieurs Hollandais en reconnaissance à Trinidad, envisagent d'empoisonner la lagune et craignent que les Hollandais ne construisent une forteresse sur les lieux.

## Les salines

### Salines d' Araya
Les salines d'Araya au nord de Cumaná sont toujours en exploitation actuellement et voient le jour en 1567, quand fut fondée la ville de Caracas par les Espagnols. Elles étaient exploitées par les techniciens en hydrologie des Pays-Bas espagnols, qui devinrent une dizaine d'années plus tard néerlandais. 
Le site était fréquenté dès le XVIe siècle par des aventuriers hollandais qui revendaient ce sel à très bon prix en Europe du Nord ou dans d'autres îles de la caraïbe, où il était l'ingrédient indispensable au procédé de boucanage de la viande et d'autres aliments, permettant de les conserver durant les longues semaines passées en mer.

### Autres salines
Les autres salines exploitées dans l'empire espagnol aux XVIe siècle et XVIIe siècle sont situées sur l'île de Mona, à Coryndon près de Port-Margot à Hispaniola et sur l'île de la Tortue Salée au large de Cumana.